# Stefan Rowecki

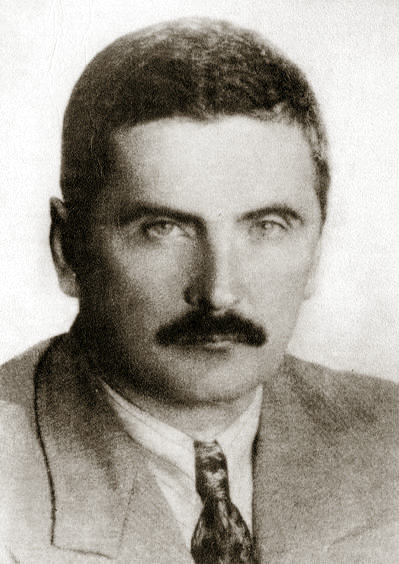
Stefan Rowecki – zdjęcie z okupacyjnej Kennkarty

Stefan Paweł Rowecki, ps. „Grot”, „Rakoń”, „Grabica”, „Inżynier”, „Jan”, „Kalina”, „Tur” (ur. 25 grudnia 1895 w Piotrkowie Trybunalskim, zm. między 2 a 7 sierpnia 1944 w Sachsenhausen) – generał dywizji Wojska Polskiego, dowódca wojskowy i teoretyk wojskowości. Komendant Główny Związku Walki Zbrojnej od czerwca 1940 do lutego 1942, dowódca Armii Krajowej (komendant Sił Zbrojnych w Kraju) od 14 lutego 1942 do 30 czerwca 1943.

## Życiorys

### Dzieciństwo i młodość
Był synem Stefana Augusta Leona i Zofii z Chrzanowskich. Edukację rozpoczął w 1906 w gimnazjum polskim w Piotrkowie Trybunalskim, gdzie zaprzyjaźnił się m.in. z Tadeuszem Puszczyńskim. W 1911 był współorganizatorem, a następnie stał na czele pierwszego, tajnego zastępu skautowego w Piotrkowie Trybunalskim. Od jesieni 1912 rozpoczął studia techniczne w Warszawie, w Szkole Mechaniczno-Technicznej H. Wawelberga i S. Rotwanda. W 1913 wstąpił do Polskich Drużyn Strzeleckich w Warszawie. Wówczas oraz w późniejszym okresie w Legionach Polskich używał pseudonimu Stefan Radecki. W styczniu 1914, po ukończeniu kursu podoficerskiego w Rabce, wrócił do Warszawy, gdzie dowodził IV plutonem kompanii warszawskich Polskich Drużyn Strzeleckich. W lipcu 1914 wyjechał potajemnie na kurs oficerski w Nowym Sączu (wówczas w zaborze austriackim), a pod koniec 1914 wstąpił do Legionów Polskich Józefa Piłsudskiego.

### I wojna światowa
W czasie I wojny światowej walczył w 5. Pułku Piechoty I Brygady Legionów Polskich. 17 maja 1915 r. został zraniony w nogę w czasie bitwy pod Konarami. Po kryzysie przysięgowym, w lipcu 1917, od 11 sierpnia 1917 przebywał w obozie dla internowanych oficerów Legionów w Beniaminowie. W lutym 1918 wstąpił do Polskiej Siły Zbrojnej (tzw. Polnische Wehrmacht). 27 marca 1918 został mianowany porucznikiem, następnie został wykładowcą przedmiotu „umocnienia polowe” w Szkole Podchorążych Piechoty w Ostrowi Mazowieckiej. Na przełomie 1918 i 1919 ukończył dodatkowo kurs fortyfikacyjny i minerski w Modlinie.

### Dwudziestolecie międzywojenne

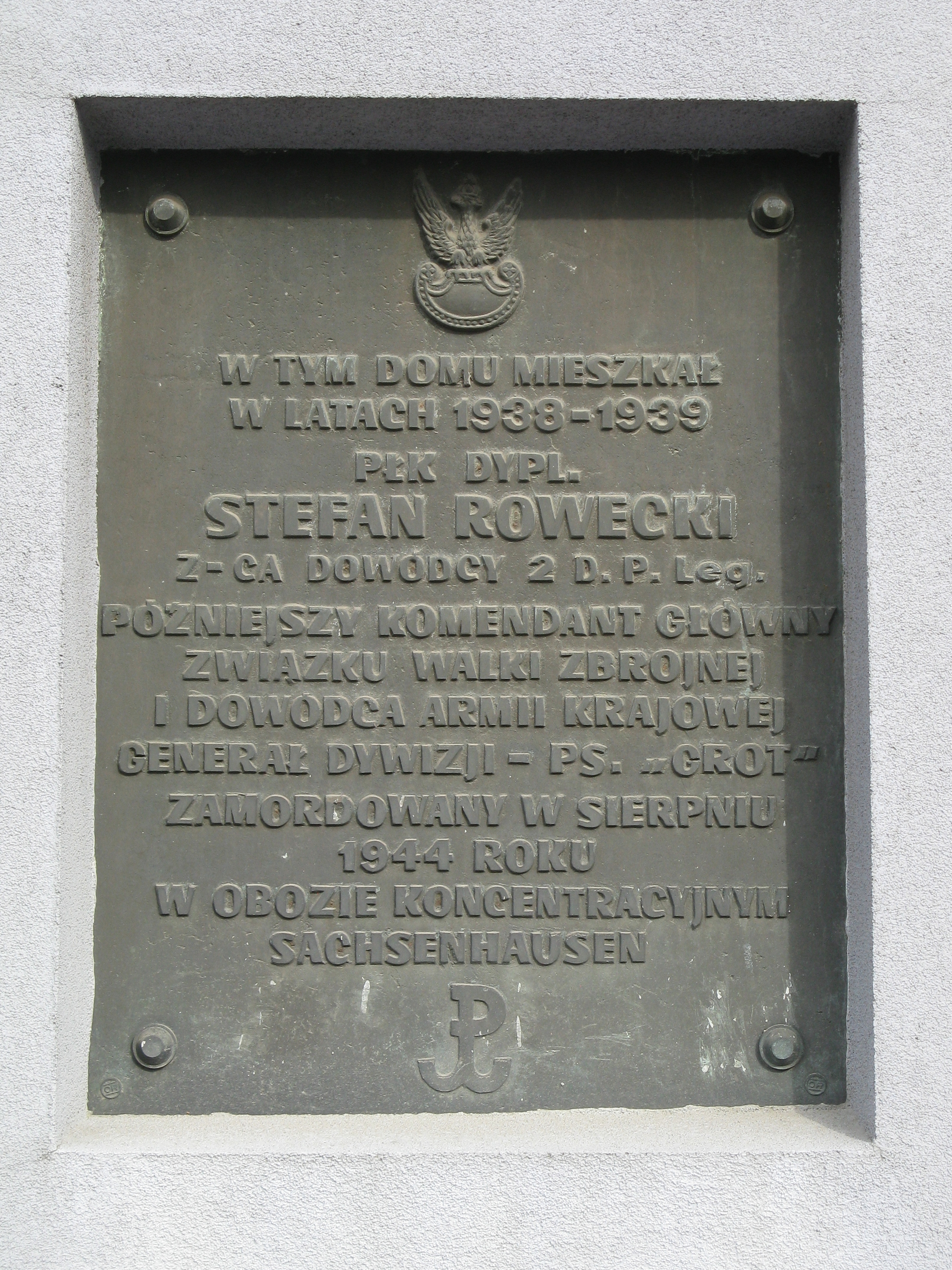
Tablica na ścianie budynku przy ul. Żelaznej 33 w Kielcach, w którym mieszkał Stefan Rowecki w latach 1938–1939

W listopadzie 1918, gdy utworzono niepodległe państwo polskie, uczestniczył w rozbrajaniu okupantów niemieckich. Od 16 czerwca do 30 listopada 1919 roku był słuchaczem I Kursu Wojennej Szkoły Sztabu Generalnego w Warszawie. W 1920 roku walczył na wojnie z bolszewikami, m.in. jako szef Oddziału II Sztabu Frontu Południowo-Wschodniego i Grupy Uderzeniowej generała porucznika Edwarda Rydza-Śmigłego.
W latach 1921–1922 był słuchaczem I Kursu Doszkolenia w Wyższej Szkole Wojennej w Warszawie. Po ukończeniu kursu i uzyskaniu tytułu oficera Sztabu Generalnego został przydzielony do Wojskowego Instytutu Naukowo-Oświatowego na stanowisko szefa Wydziału I Naukowego, sprawując tę funkcję w latach 1923–1926. W latach 1921–1926 był również oficerem Biura Ścisłej Rady Wojennej. 1 grudnia 1924 roku został awansowany na podpułkownika ze starszeństwem z dniem 15 sierpnia 1924 roku i 98. lokatą w korpusie oficerów piechoty. Podczas zamachu majowego w 1926 roku, mimo iż był piłsudczykiem, opowiedział się po stronie legalnych władz. We wrześniu 1926 obowiązki szefa wydziału przekazał majorowi Marianowi Porwitowi, po czym objął stanowisko I oficera sztabu w Inspektoracie Armii generała dywizji Józefa Rybaka, na którym pozostawał do 1930 roku. W 1928 roku był przydzielony do 41 pułku piechoty.
Był założycielem i redaktorem „Przeglądu Wojskowego”. W latach 1930–1935 pełnił funkcję dowódcy 55 Poznańskiego pułku piechoty w Lesznie. W listopadzie 1935 powierzono mu dowodzenie Brygadą KOP „Podole”. W lipcu 1938 roku został dowódcą piechoty dywizyjnej 2 Dywizji Piechoty Legionów w Kielcach.

### II wojna światowa
10 czerwca 1939 minister spraw wojskowych, gen. dyw. Tadeusz Kasprzycki zaproponował mu objęcie dowództwa nad drugą w Wojsku Polskim brygadą pancerno-motorową. 20 czerwca wyznaczony został na stanowisko dowódcy Warszawskiej Brygady Pancerno-Motorowej. Ostatnie dwa miesiące pokoju poświęcił na organizację powierzonej mu wielkiej jednostki motorowej. Zbyt późna decyzja naczelnych władz wojskowych o utworzeniu brygady uniemożliwiła mu jej wyszkolenie i zgranie. 4 września podporządkowany został gen. dyw. Tadeuszowi Piskorowi, dowódcy improwizowanej Armii „Lublin”. W czasie kampanii wrześniowej dowodził brygadą w obronie środkowej Wisły, a później w pierwszej bitwie pod Tomaszowem Lubelskim.
Po kapitulacji armii uniknął niewoli i powrócił do Warszawy. Tam 5 października 1939 został zastępcą komendanta Służby Zwycięstwu Polski gen. bryg. Michała Tokarzewskiego-Karaszewicza. Z dniem 3 maja 1940 został mianowany generałem brygady. W tym samym roku został komendantem Obszaru Warszawskiego ZWZ, a następnie całego obszaru Polski pod okupacją niemiecką – 30 czerwca 1940 został komendantem głównym ZWZ i dowódcą Sił Zbrojnych w Kraju. Był wówczas inicjatorem powołania stanowiska Delegata Rządu na Kraj, co zaproponował gen. Władysławowi Sikorskiemu w 1940.
Początki formowania struktur militarnych przez gen. Roweckiego nie były łatwe, albowiem nastroje społeczne wobec kadry oficerskiej były niechętne (niektórzy ukrywali wręcz fakt, że są oficerami). Wojna obronna 1939 roku podważyła zaufanie społeczne wobec ich zdolności. Gen. Rowecki pisał w grudniu 1941 roku: „Szybkość przegranej we wrześniu 1939 roku była poważnym ciosem dla samopoczucia wszystkich żołnierzy. (...) wrzesień stał się przyczyną zarzutów, że wojsko nie potrafiło oprzeć się uderzeniu niemieckiemu, że dowódcy uciekli, a żołnierze nie chcieli się bić, że wojsko po prostu załamało się, rozprzęgło i właściwie bez walki uszło z pola. (...) To uporczywe obarczanie nas odpowiedzialnością za wrzesień nie przyczynia się do stworzenia takiej atmosfery, która powinna otaczać wojsko w konspiracji (...)”.
W grudniu 1940, z polecenia Roweckiego, w Biurze Informacji i Propagandy utworzono specjalną komórkę „N” (jej powołanie zaproponował na wiosnę 1940 płk Jan Rzepecki). Komórka ta w październiku 1941 została przekształcona w Samodzielny Podwydział N, zwany potocznie akcją N. Akcja N zajmowała się dywersją, wojną psychologiczną i propagandą, wymierzoną przeciwko okupantowi niemieckiemu. Rowecki cyklicznie informował Rząd Rzeczypospolitej Polskiej na uchodźstwie o rezultatach działalności akcji N.
Pod koniec 1941 r. utworzył organizację „Wachlarz”. Doprowadził do połączenia najważniejszych organizacji konspiracyjnych w kraju w jednolite wojsko podziemne, od 1942 roku występujące jako Armia Krajowa. 14 lutego 1942 został komendantem głównym Armii Krajowej, następnie dokonał jej restrukturyzacji, usprawniając system dowodzenia. Był przeciwny współpracy z komunistami polskimi z PPR, m.in. nie zgadzając się na mediacje z jej nieoficjalnym przedstawicielem Michałem Żymierskim (wówczas agentem NKWD), mające miejsce w roku 1940. Od 1942, gdy uzyskał zgodę na prowadzenie ograniczonej walki zbrojnej, nadzorował przygotowanie planu powstania powszechnego, jakie Polskie Państwo Podziemne zamierzało wywołać pod koniec wojny. W jego koncepcji z marca 1942 roku powstanie miałoby zostać wsparte przez przerzucenie na teren Polski znaczących sił alianckich (2–3 dywizje w tym desant pancerny, który miał uderzać na Berlin). Jednocześnie Rowecki stwierdzał, że „można już dziś ocenić siły rosyjskie za niezdolne z powodu poniesionych strat do wykonania potężnej akcji ofensywnej na Europę Środkową”.
Od 7 grudnia 1942 pełnił dodatkowo funkcję Delegata Ministra Obrony Narodowej w Kraju, do obowiązków którego należały:
- „reprezentowanie wobec Delegata Rządu na Kraj spraw Sił Zbrojnych w Kraju,
- kierowanie sprawami mobilizacyjnymi i administracyjnymi wszystkich zasobów ludzkich i materiałowych, potrzebnych dla organizacji przeprowadzenia wysiłku zbrojnego w kraju,
- administrowanie budżetem sił zbrojnych w kraju i nadzorowanie jego wykonania,
- przygotowanie wniosków do prac ustawodawczych MON w zakresie sił zbrojnych w kraju”[13].

Rowecki obawiał się, że bezpośrednio po wyzwoleniu dojdzie do anarchizacji i radykalizacji społecznej mas oraz wystąpień ludności niepolskiej zamieszkującej tereny II RP (zwłaszcza Ukraińców). W związku z tym planował utworzenie w konspiracji sprawnej administracji dysponującej oddziałami policyjno-wojskowymi przeznaczonymi do tłumienia siłą różnego rodzaju rozruchów i wystąpień społecznych. Zakładano, że w specjalnie utworzonych obozach przetrzymywani będą między innymi wszyscy cywilni Niemcy, przywódcy organizacji komunistycznych i nacjonaliści ukraińscy. Istotnym problemem miało też być zapewnienie bezpieczeństwa pozostałej ludności żydowskiej do której, zdaniem Roweckiego, dominowało wrogie nastawienie w społeczeństwie polskim.
W czasie okupacji niemieckiej stał się obiektem szczególnego zainteresowania niemieckich władz bezpieczeństwa, głównie z uwagi na znaczenie stanowisk, które zajmował w polskim ruchu oporu. Został uznany za „wroga numer jeden” III Rzeszy w okupowanej Polsce i umieszczony na pierwszym miejscu niemieckiej listy poszukiwanych Polaków (niem. Bekanntgewordene Personen der polnischen Widerstandsbewegung), która obejmowała 165 nazwisk najaktywniejszych dowódców polskiej konspiracji. Gestapo przywiązywało szczególną wagę do zdekonspirowania i pochwycenia Roweckiego – utworzono w tym celu specjalną komórkę zajmującą się wyłącznie polowaniem na przywódców podziemia, która dysponowała rysopisem Roweckiego i jego personaliami. W centrali niemieckich władz bezpieczeństwa w alei Szucha wisiał jego ogromny podświetlany portret, z którym każdy funkcjonariusz lub agent niemiecki działający na terenie Warszawy musiał się dokładnie zapoznać.
Wczesną wiosną 1943 roku odnalazł Roweckiego członek siatki NKWD w Warszawie Bogusław Hrynkiewicz i zaproponował zwierzchnikom jego likwidację. Jednak jej kierownik Czesław Skoniecki po konsultacjach z Moskwą i kierownictwem PPR nie wyraził zgody.
Sam Rowecki nie był zwolennikiem ścisłej konspiracji, mimo iż zgodził się na ochronę osobistą wywiadu AK, ograniczył ją do spotkań służbowych – w terenie poruszając się bez obstawy. W większym stopniu zakładał, iż przed aresztowaniem i rozpoznaniem na terenie Warszawy uchronią go wtopienie się w tłum, dobra orientacja w mieście, zmiana wyglądu zewnętrznego oraz doskonale podrobione dokumenty (niem. Kennkarte) poświadczające, iż pracuje w instytucjach niemieckich.
Został wydany Niemcom przez agentów Gestapo ulokowanych w wywiadzie AK (Blanka Kaczorowska, Ludwik Kalkstein, Eugeniusz Świerczewski; w 1944 kontrwywiad AK zlikwidował Świerczewskiego za zdradę). Został zdekonspirowany i aresztowany 30 czerwca 1943 ok. godz. 9.30 w znajdującym się na pierwszym piętrze mieszkaniu przy ul. Spiskiej 14 m. 10 (wynajmowanym na fikcyjne nazwisko przez jego brata Stanisława Roweckiego i wykorzystywanym w celach konspiracyjnych), na krótko przed zaplanowaną na godz. 10.00 przy ul. Barskiej 5 całodniową odprawą Komendy Głównej Armii Krajowej. Aresztowania dokonała ekipa Gestapo dowodzona przez SS-Untersturmführera Ericha Mertena. Został przewieziony do siedziby Gestapo przy alei Szucha 25, a później przetransportowany samolotem do Berlina. Tam stanowczo odrzucił niemiecką propozycję współdziałania (m.in. wzięcia udziału w planowanej akcji antybolszewickiej). Został osadzony w połowie lipca 1943 w obozie koncentracyjnym w Sachsenhausen w bloku Zellenbau, jako więzień honorowy, jednak po rozkazie z RSHA komendant obozu Anton Kaindl zaostrzył reżim więzienny, odcinając generała od wszelkich kontaktów z innymi więźniami.
14 marca 1944 Naczelny Wódz gen. broni Kazimierz Sosnkowski mianował go generałem dywizji z dniem 1 stycznia 1944 w korpusie generałów.
1 sierpnia 1944 Heinrich Himmler na wieść o wybuchu powstania warszawskiego nakazał niezwłoczne zgładzenie Stefana Roweckiego. Według powojennych ustaleń historyków został zamordowany w obozie koncentracyjnym w Sachsenhausen, kilka minut po godz. 3.00 w nocy z 1 na 2 sierpnia 1944. Natomiast IPN w toku śledztwa zakończonego w 2007 ustalił datę śmierci na dni 2–7 sierpnia 1944. Jego symboliczny grób znajduje się na cmentarzu Powązkowskim w Warszawie (kwatera 250-3-23).

## Okres powojenny
W latach stalinizmu w Polsce (1945–1956) oficjalna ocena działalności Roweckiego była skrajnie i jednostronnie negatywna. Ówczesna historiografia, posługując się oskarżeniami niepopartymi faktami, twierdziła, iż dowództwo Armii Krajowej współpracowało z Niemcami. Rowecki również był prezentowany w tym kontekście, dominowało jednak przedstawianie go w opozycji do sanacyjnych oficerów z Komendy Głównej Armii Krajowej (w szczególności Tadeusza Komorowskiego i Tadeusza Pełczyńskiego), a w konsekwencji jako ich ofiarę – działania te wpisywały się w politykę prześladowania członków Armii Krajowej, która oficjalnie zakończyła się wraz ze śmiercią Bieruta w 1956.

## Rehabilitacja i upamiętnienie

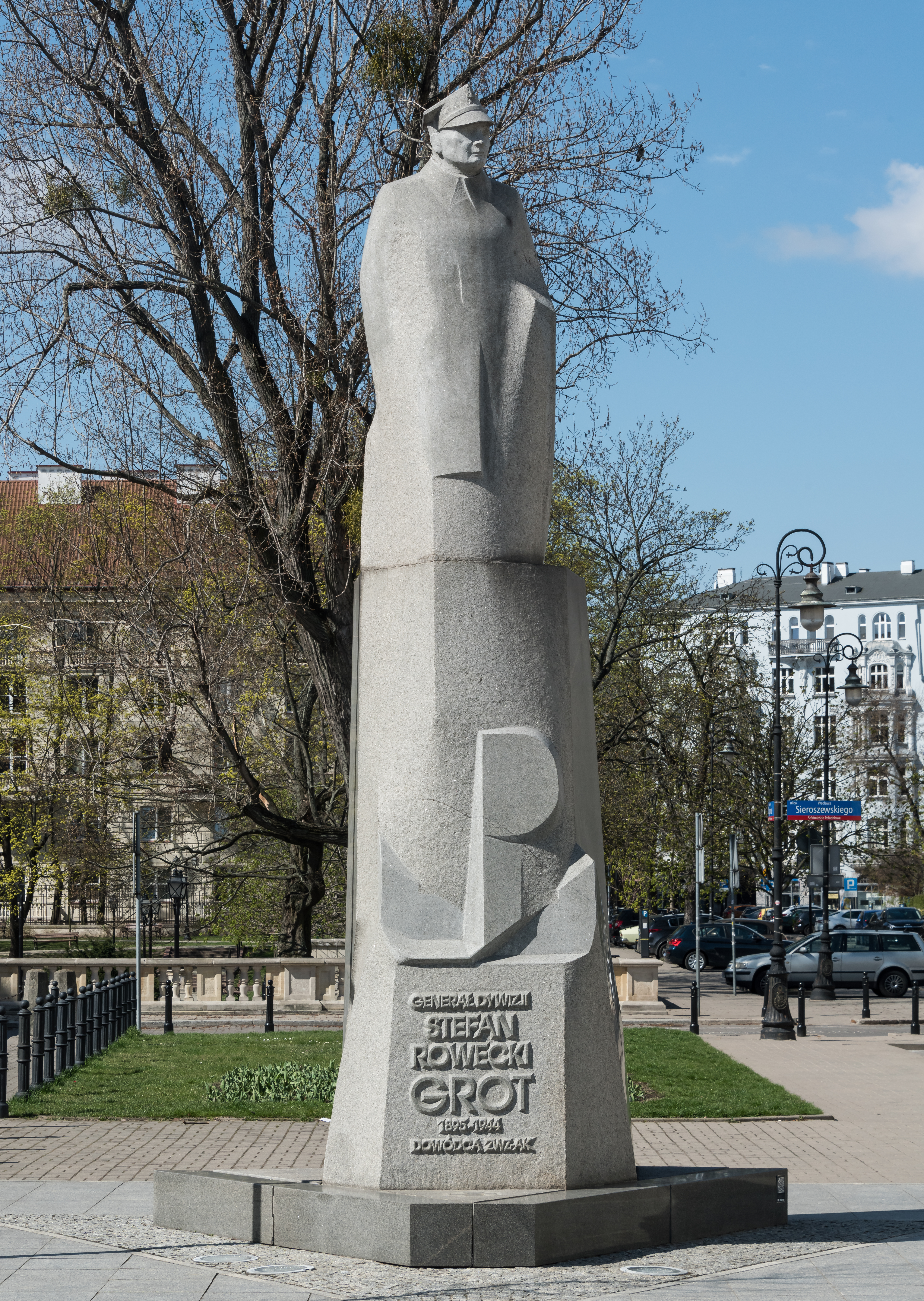
Pomnik Stefana Roweckiego „Grota” w Warszawie

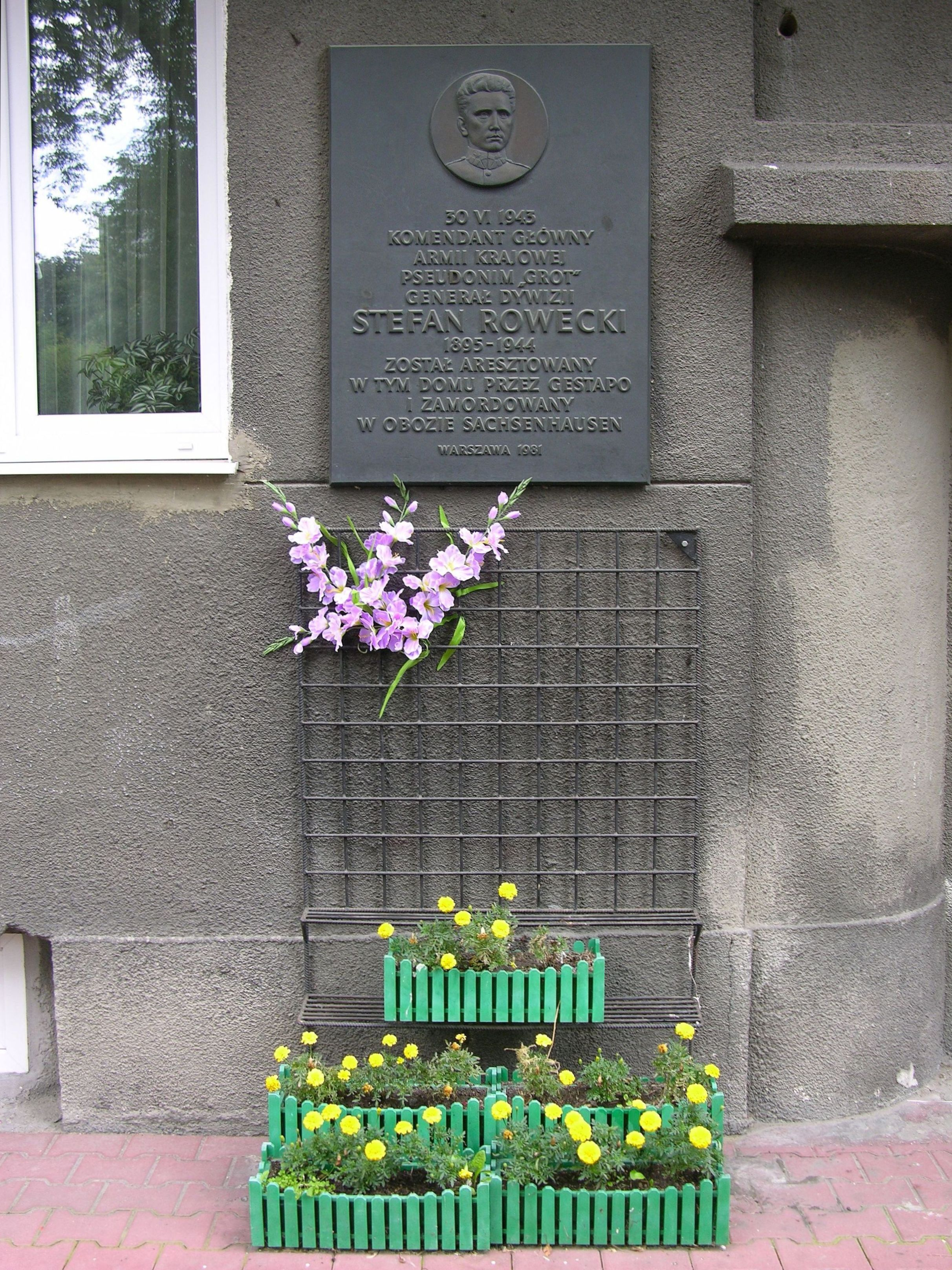
Tablica pamiątkowa przy ul. Spiskiej 14 w Warszawie, gdzie został aresztowany Rowecki

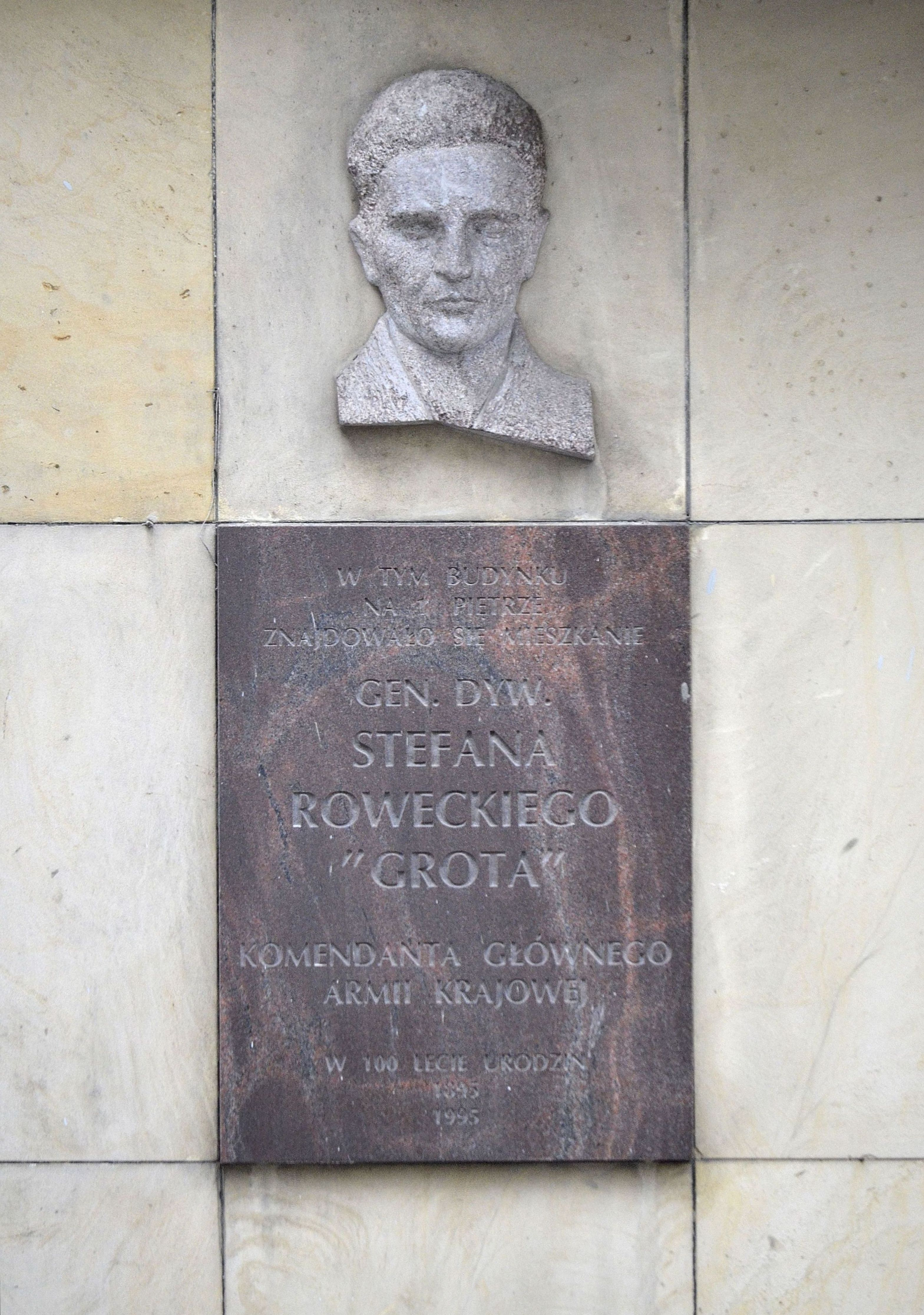
Tablica pamiątkowa przy ul. Chocimskiej 22 w Warszawie

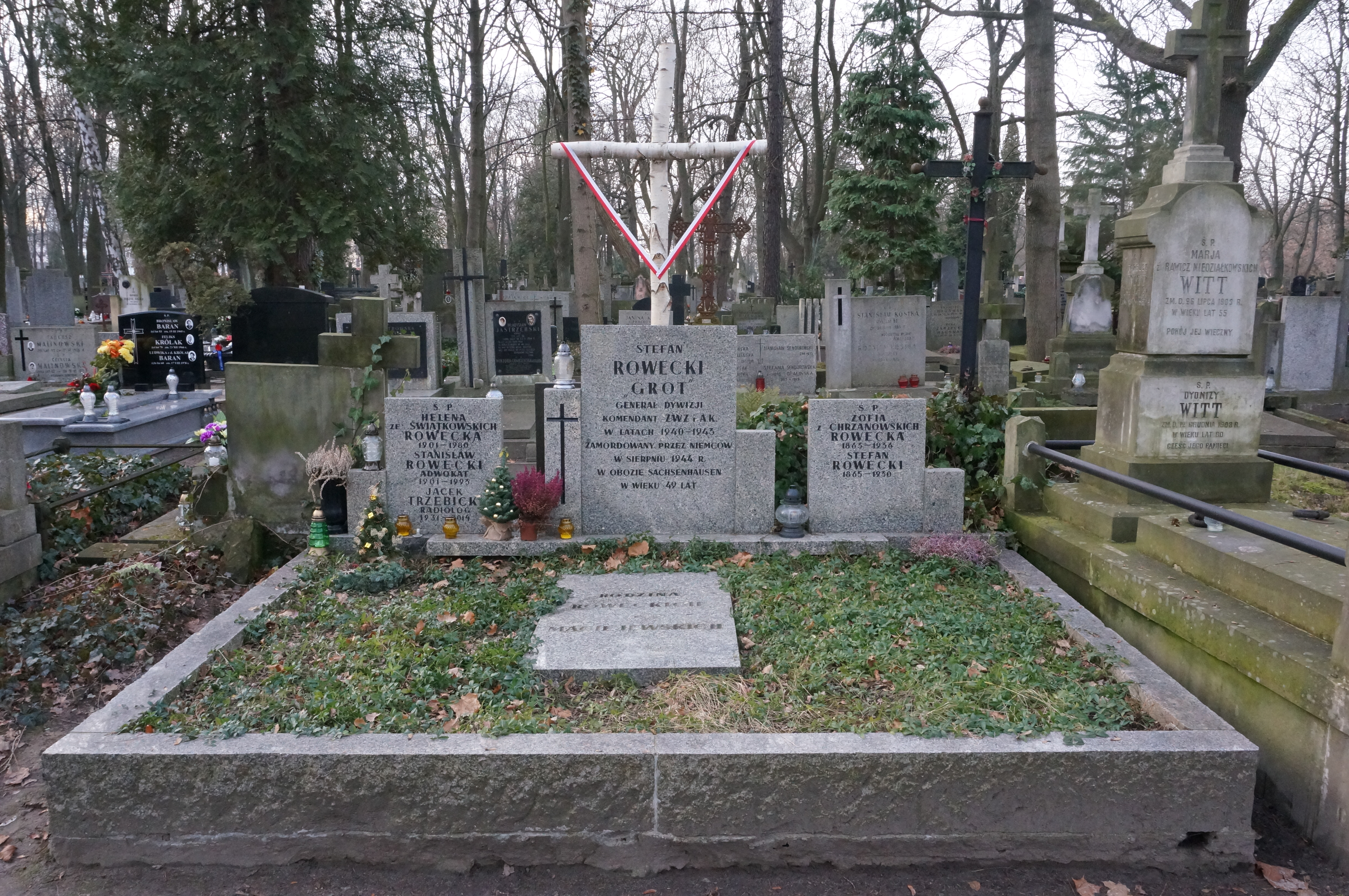
Grób Stefana Roweckiego na cmentarzu Powązkowskim

Dopiero w następnych latach, kiedy rozpoczął się etap rehabilitacji bezpodstawnie skazanych żołnierzy AK, podjęto próby obiektywnych ocen jego dokonań. Pierwszy biogram Roweckiego opublikowano dopiero w Encyklopedii Współczesnej z 1959. W późniejszym okresie publikowano również wspomnienia ludzi, z którymi współpracował (Jana Rzepeckiego, Józefa Szyrmera, Antoniego Sikorskiego i Stanisława Kozickiego).
1 sierpnia 1980 na ścianie budynku przy ul. Spiskiej 14 w Warszawie, gdzie Rowecki został aresztowany, odsłonięto tablicę pamiątkową. We wrześniu 1981 umieszczono kolejną tablicę w jego rodzinnym mieście, Piotrkowie Trybunalskim (mszę z tej okazji sprawował biskup Józef Rozwadowski, a tablicę odsłaniała córka – Irena wraz z bratem – Stanisławem). W marcu 1983 odsłonięto tablicę przy ul. Marszałkowskiej 4 w Warszawie (dawny lokal konspiracyjny „Grota”). W lutym 1997 tablicę pamiątkową umieszczono także przy ul. Chocimskiej 22, gdzie znajdowało się jedno z warszawskich mieszkań generała.
W 1981 jego imię otrzymały także nowo wybudowany most w Warszawie oraz w 1985 statek MS „Generał Grot-Rowecki”. Imię generała nosi także wiadukt w Lesznie wybudowany w latach 70. XX w. – był swego czasu najdłuższym wiaduktem w Europie.
W 1990 wyemitowano z jego wizerunkiem polską monetę kolekcjonerską o nominale 200 000 zł. Moneta ta została wykonana ze srebra próby 750 w nakładzie 25 000 egzemplarzy, miała średnicę 35 mm i wagę 19,3 g, rant gładki. Jego wizerunek widnieje też na wydanej w 2009 r. przez Narodowy Bank Polski z okazji 70. rocznicy utworzenia Polskiego Państwa Podziemnego srebrnej monecie kolekcjonerskiej o nominale 10 złotych.
W 1992 został wybity medal z podobizną gen. Stefana Roweckiego „Grota” o treści Utworzenie Armii Krajowej 1942–1992, wydany przez Mennicę Państwową, a zaprojektowany przez Tadeusza Tchórzewskiego.
Pierwszy pomnik Grota-Roweckiego w Polsce odsłonięto 19 września 2004 w Tychach. 11 czerwca 2005 u zbiegu ulicy Fryderyka Chopina i Alej Ujazdowskich w Warszawie odsłonięto także jego pomnik.
Uchwałą z 8 stycznia 2004 Sejm RP zdecydował o ustanowieniu roku 2004 Rokiem Stefana Roweckiego.
Na cześć Generała produkowany przez Fabrykę Broni „Łucznik” karabinek MSBS otrzymał nazwę „Grot”.
Imię generała noszą:
- Zespół Szkół Samochodowych w Gliwicach
- Jednostka Wojskowa AGAT (od 24 maja 2012)
- Centralny Ośrodek Szkolenia Agencji Bezpieczeństwa Wewnętrznego w Emowie (od 2003)
- 69 Leszczyński Pułk Przeciwlotniczy w Lesznie (do 31 grudnia 2011)
- 4 Zielonogórski Pułk Przeciwlotniczy w Czerwieńsku (od 4 października 2013)
- Szkoła Podstawowa nr 12 w Lesznie
- IV Liceum Ogólnokształcące w Piotrkowie Trybunalskim
- Zespół Szkół Ponadgimnazjalnych nr 2 w Jędrzejowie
- CLX Liceum Ogólnokształcące w Warszawie[33]
- Szkoła Podstawowa nr 4 w Mrągowie[34]
- Szkoła Podstawowa nr 23 we Wrocławiu
- 111 Częstochowska Drużyna Harcerska „Grot”
- Księgarnia Historyczno-Wojskowa im. gen. dyw. Stefana Grota Roweckiego w Łodzi
- Szkoła Podstawowa w Koziegłowach
- 11 Drużyna Harcerska „Grot” z Bolesławca
- Liceum Ogólnokształcące w Czerwieńsku (od 7 listopada 2014)
- 8 Poznańska Drużyna Harcerzy JAR ZHR im. Generała Stefana Grota Roweckiego
- Zespół Szkół Ekonomicznych im. Generała Stefana Roweckiego „Grota” w Opolu[35]
- Zespół Szkół Budowlanych im. gen. Stefana Grota Roweckiego w Cieszynie[36]
- Zespół Szkół nr 1 w Zambrowie[37]
- SP4 Marki
- 20 Przemyska Brygada Obrony Terytorialnej[38]

W 2011 r. ustanowiono odznakę honorową jego imienia, nadawaną przez szefa ABW za zasługi położone dla ochrony bezpieczeństwa wewnętrznego państwa i porządku konstytucyjnego.
Powstał film dokumentalny pt. Biografie – Generał Grot Rowecki, realizacja i scenariusz: Stanisław Trzaska, 1989. 4 listopada 2014 na terenie byłego obozu koncentracyjnego Sachsenhausen został odsłonięty pomnik Stefana Roweckiego i otwarta okolicznościowa wystawa upamiętniająca jego osobę.

## Śledztwo IPN
30 marca 2007 Oddziałowa Komisja Ścigania Zbrodni przeciwko Narodowi Polskiemu umorzyła śledztwo w sprawie zamordowania w sierpniu 1944 w niemieckim obozie koncentracyjnym w Sachsenhausen Roweckiego z uwagi na śmierć sprawców: Heinricha Himmlera, Antona Kaindla (komendanta obozu w Sachsenhausen) i Kurta Eccariusa (komendanta podobozu Zellenbau).
W toku śledztwa prowadzonego przez IPN-KŚZpNP ustalono, iż generał Stefan Rowecki został zamordowany w okresie pomiędzy 2 sierpnia a 7 sierpnia 1944, prawdopodobnie na terenie krematorium obozu Sachsenhausen, na specjalny rozkaz Heinricha Himmlera, który polecił Antonowi Kaindlowi – komendantowi obozu w Sachsenhausen oraz Kurtowi Eccariusowi – komendantowi podobozu Zellenbau natychmiastowe wykonanie egzekucji generała. Przeprowadzenie egzekucji nastąpiło bezpośrednio po wybuchu powstania warszawskiego w dniu 1 sierpnia 1944. Nie ustalono miejsca pochówku generała, ani też bezpośrednich sprawców zabójstwa.
Jednocześnie IPN-KŚZpNP stwierdził, iż zamordowanie generała Stefana „Grota” Roweckiego stanowiło zbrodnię w rozumieniu art. 1 pkt 1 Dekretu z dnia 31 sierpnia 1944, „o wymiarze kary dla faszystowsko-hitlerowskich zbrodniarzy, winnych zabójstw i znęcania się nad ludnością cywilną i jeńcami oraz dla zdrajców Narodu Polskiego”. Uznano także, że zbrodnia ta miała charakter zbrodni przeciwko ludzkości, ponieważ była aktem prześladowania z uwagi na przynależność generała do określonej grupy narodowościowej i politycznej.

## Życie prywatne
Jego córka uczyła się w szkole przy klasztorze sióstr niepokalanek w Jazłowcu.

## Awanse
- 1914 – podporucznik
- 1918 – porucznik
- 1919 – kapitan
- 1920 – major
- 1924 – podpułkownik
- 1932 – pułkownik
- 1940 – generał brygady
- 1944 – generał dywizji[40].

## Ordery i odznaczenia
- Order Orła Białego (pośmiertnie, 11 listopada 1995)[41]
- Krzyż Złoty Orderu Wojennego Virtuti Militari nr 28 (1942)
- Krzyż Srebrny Orderu Wojskowego Virtuti Militari nr 6635 (17 maja 1922)[42][6]
- Krzyż Niepodległości z Mieczami
- Krzyż Niepodległości (13 kwietnia 1931)[43][44][45]
- Krzyż Oficerski Orderu Odrodzenia Polski (30 kwietnia 1925)[46]
- Krzyż Walecznych (ośmiokrotnie, w latach 1921–1943)[47][48][49]
- Złoty Krzyż Zasługi (dwukrotnie: 10 listopada 1928[50][51], 11 listopada 1938[52])
- Krzyż Armii Krajowej (pośmiertnie, 1967)
- Krzyż Oświęcimski (pośmiertnie, 1985)[53]
- Medal Dziesięciolecia Odzyskanej Niepodległości
- Medal Pamiątkowy za Wojnę 1918–1921
- Brązowy Medal za Długoletnią Służbę (28 maja 1938)[b]
- Gwiazda Wytrwałości
- Odznaka za Rany i Kontuzje (trzykrotnie ranny)
- Odznaka „Za wierną służbę” (1 listopada 1916)[54]
- Odznaka Pamiątkowa Generalnego Inspektora Sił Zbrojnych (12 maja 1936)
- Odznaka Korpusu Ochrony Pogranicza (1937)[54]
- Odznaka pamiątkowa 5 Pułku Piechoty Legionów[54]
- Odznaka pamiątkowa 14 Pułku Artylerii Polowej Wlkp.[54]
- Odznaka pamiątkowa 58 Pułku Piechoty[54]
- Odznaka pamiątkowa 7 Pułku Artylerii Ciężkiej[54]
- Komandor Legii Zasługi (pośmiertnie, 9 sierpnia 1984, USA)
- Oficer Orderu Legii Honorowej (III Republika Francuska, 1937)[55]

## Publikacje
- Stefan Rowecki: Umocnienia polowe. Warszawa: Komisja Wojskowa, Szkoła Podchorążych W.P., 1918. Brak numerów stron w książce
- Stefan Rowecki: Umocnienia polowe. Cz. 2 Kurs I-ej klasy. Warszawa: Komisja Wojskowa, Szkoła Podchorążych W. P., 1918. Brak numerów stron w książce
- Stefan Rowecki: Atlas (100 rysunków) do Umocnień polowych wojny pozycyjnej (część II-ga). Warszawa: Komisja Wojskowa, Szkoła Podchorążych W.P., 1918. Brak numerów stron w książce wersja zdigitalizowana
- Stefan Rowecki: Umocnienia polowe. Warszawa: Księgarnia Wojskowa, M.S.W. Departament Naukowo-Szkolny, 1919. Brak numerów stron w książce wersja zdigitalizowana
- Stefan Rowecki: Umocnienia polowe. Atlas. Warszawa: Księgarnia Wojskowa, M.S.W. Departament Naukowo-Szkolny, 1919. Brak numerów stron w książce
- Stefan Rowecki, Seweryn Elterlein: Czerwona Armja Bolszewicka: (jej organizacja, wartość i taktyka). Opracowane na podstawie doświadczeń bojowych z 1918–20 r. [S.l.; s.n] Drukarnia D-wa 4 Armii, 1920. Brak numerów stron w książce
- Stefan Rowecki: Granaty ręczne i karabinowe. Warszawa: Główna Księgarnia Wojskowa, 1920. Brak numerów stron w książce
- Stefan Rowecki: Okopywanie się i urządzanie pozycji. Warszawa: Główna Księgarnia Wojskowa, 1921. Brak numerów stron w książce
- Stefan Rowecki: Niemiecka instrukcja o fortyfikacji polowej. Cz. 1-2. Warszawa: Wojskowy Instytut Naukowo-Wydawniczy, 1925. Brak numerów stron w książce
- Stefan Rowecki: Walki uliczne. Warszawa: Wojskowy Instytut Naukowo-Wydawniczy, 1928. Brak numerów stron w książce wersja zdigitalizowana
- Stefan Rowecki: Propaganda w przygotowaniu obrony kraju. 1933. Brak numerów stron w książce wersja zdigitalizowana
- Przegląd Wojskowy. Stefan Rowecki (red.). Warszawa: Wojskowy Instytut Naukowo-Wydawniczy, Oddział II Sztabu Generalnego i Towarzystwo Wiedzy Wojskowej, 1924–1935. Brak numerów stron w książce
- Stefan Rowecki: Wspomnienia i notatki: czerwiec wrzesień 1939. [S.l. s.n.], 1980. Brak numerów stron w książce
- Stefan Rowecki: Dzieje oręża polskiego. [S.l.] „Wolny Polak”, 1983. Brak numerów stron w książce
- Stefan Rowecki: Wspomnienia i notatki autobiograficzne (1906–1939) (wybór tekstów: Andrzej Krzysztof Kunert, Józef Szyrmer; [wstęp A.K. Kunert]). Warszawa: Czytelnik, 1988. ISBN 83-07-01547-2. Brak numerów stron w książce
- Witold Pronobis: Generał Grot. Kulisy zdrady i śmierci – wydawnictwo – Editions Spotkania (ISBN 978-83-7965-000-2)

## Odniesienia w kulturze
Scena aresztowania generała Roweckiego jest ukazana w odcinku 11 pt. „W obronie własnej” serialu Polskie drogi z 1976.